# لينقا (جزيرة)

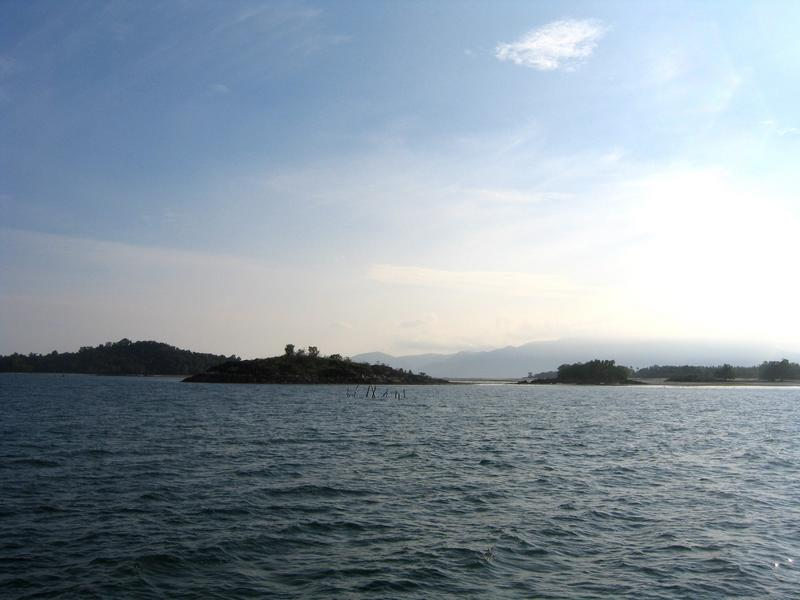
مجموعة جزر لينقا وتظهر جزيرة لينقا على اليمين

جزيرة لينقا هي الأكبر والأكثر سكانا ضمن جزر لينقا الإندونيسية. وتبلغ مساحتها من 889 كيلومترا مربعا (343 ميل مربع). تقع جنوب جزر رياو قبالة الساحل الشرقي لجزيرة سومطرة. الجزيرة الرئيسية الأخرى للأرخبيل هي سينغكيب.